# Aleksandr Moskalenko

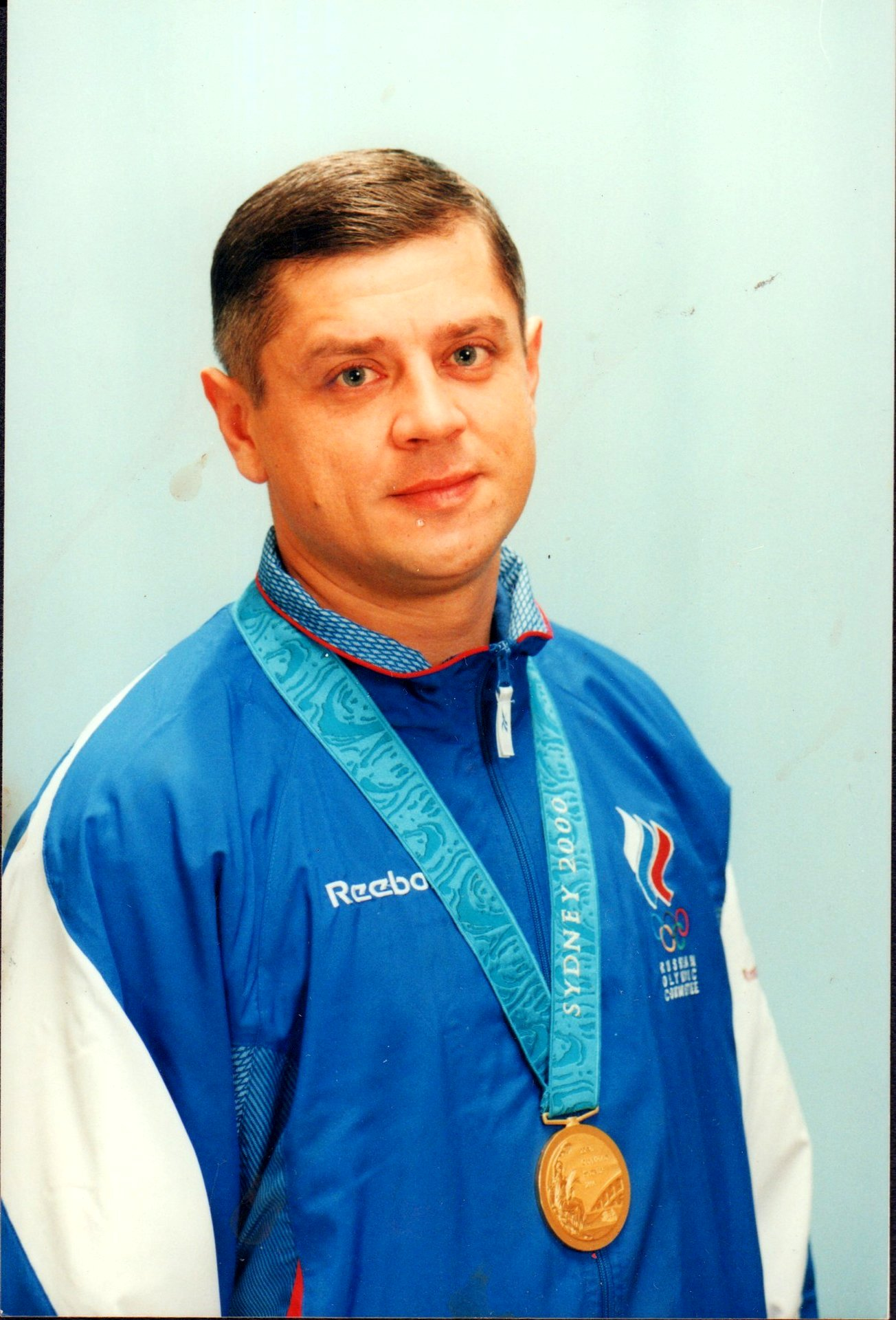
Aleksandr Moskalenko

Aleksandr Nikolajevitj Moskalenko (ryska: Александр Николаевич Москаленко), född den 4 november 1969 i Perejaslovskaja, Ryssland, är en rysk gymnast.
Han tog OS-guld i trampolin i samband med de olympiska gymnastiktävlingarna 2000 i Sydney.
Han tog därefter OS-silver i trampolin i samband med de olympiska gymnastiktävlingarna 2004 i Aten.